# VIII. Kónsztantinosz bizánci császár
VIII. Kónsztantinosz (görögül: Κωνσταντίνος Η΄, kb. 961 – 1028. november 11.) a Bizánci Birodalom császára (uralkodott ténylegesen 1025. december 15-től haláláig), a Makedón-dinasztia hetedik tagja, II. Rómanosz és kocsmároslányból császárnévá lett felesége, Theophanó kisebbik gyermeke, II. Baszileiosz öccse volt.

## Társcsászársága
Hivatalosan bátyjával, II. Baszileiosszal egyszerre lett társcsászár még 963-ban meghalt atyja életében, ezt követően – császári rangjukat végig megőrizve – fivérével együtt Niképhorosz Phókasz, majd Ióannész Tzimiszkész gyámsága alatt állt. Bátyja 976-ban vette át a hatalmat, és annak ellenére, hogy fivére ideje nagy részét hadjáratain, a fővárostól távol töltötte, Kónsztantinosz ekkor sem játszott jelentős szerepet a birodalom irányításában. Luxusban tobzódott, és semmilyen tisztséget nem vállalt. Kedvelt időtöltését a lóversenyek és lakomák jelentették.

## Egyeduralma

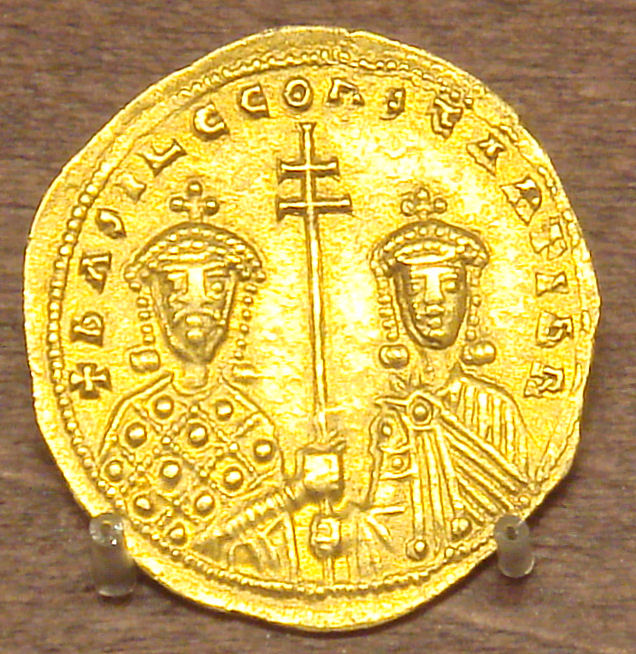
II. Baszileiosz és társcsászára, VIII. Konstantin

Kónsztantinosz 1025 decemberében, immár hatvanöt évesen örökölte meg bátyjától a konstantinápolyi trónt. Uralkodása alatt sem szakított korábbi életvitelével, és nem is fűződik jelentős politikai tett a nevéhez; Baszileiosszal ellentétben háborús terveket sem dédelgetett. Az ügyek intézését átengedte a kormányzatnak. Legnagyobb gondját a trónöröklés megoldása jelentette, mivel fivéréhez hasonlóan neki sem volt fia. Három lánya közül a himlő sújtotta Eudokia apácának vonult, így csak Zóé és Theodóra jöhetett számításba. A császár csak halálos ágyán döntött a frigyről: Zóét három nappal halála előtt, 1028. november 12-én feleségül adta Rómanosz Argüroszhoz, a tekintélyes és előkelő származású eparkhoszhoz, így ő követte a trónon.